# Central de detección de incendios
Una central de detección y alarma de incendios consiste en una unidad de control para el control de incendios.
Estas centrales supervisan los detectores de humo, temperatura, gas y otros. Cuentan con pulsadores manuales, los cuales realizan maniobras con módulos y activan las sirenas, según un plan de evacuación preestablecido.

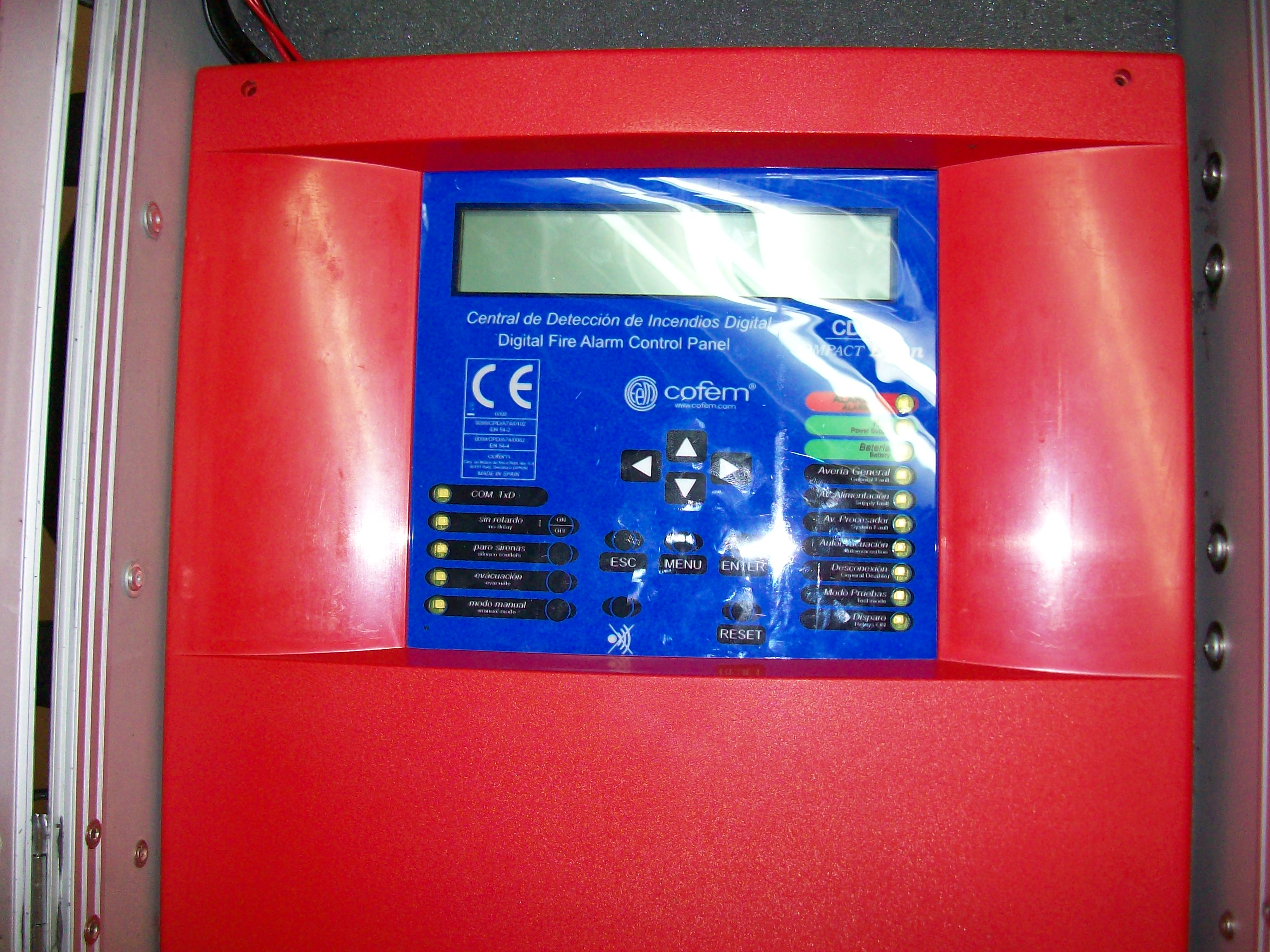
Central Direccionable de 2 bucles COFEM con certificado EN 54-2 y EN 54-4.

La alimentación es a 220V/110V dependiendo del país, y deben tener baterías para que la central siga trabajando en caso de una caída en la alimentación principal.
Estas centrales son exclusivas para incendios debido a que están diseñadas para actuar siguiendo la normativa de incendios en Europa con la normativa EN 54 y la normativa de Estados Unidos NFPA. Están diseñadas para monitorear con la máxima seguridad todos los elementos del sistema, activar las sirenas y maniobras en caso de incendio o de emergencia, siguiendo el plan de evacuación de la edificación.

## Tipos de centrales de detección y alarma de incendios
- Sistema convencional: estas centrales tienen zonas que conectan por cable desde 1 mm hasta 2,5 mm a los detectores y pulsadores. Generalmente el cableado puede extenderse hasta 800 metros o 1200 metros, según el tipo de cable, y tiene una resistencia al final de la zona.

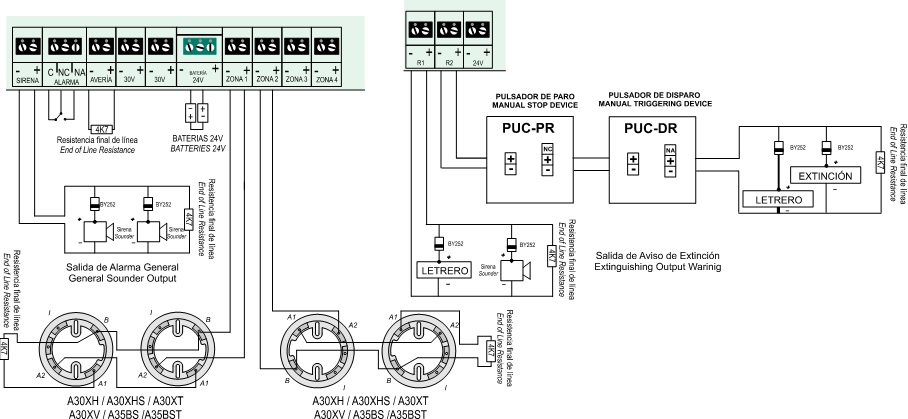
Esquema de Conexión desde una central convencional con Relé de salida para Extinción.

Las centrales más usadas son de 1, 2, 4, 8, 12, 16, 32 zonas. Hay centrales de hasta 128 zonas o incluso de más, en función del fabricante. Cada zona tiene una capacidad de entre 15 y 35 puntos entre detectores y pulsadores (según el fabricante).
Habitualmente las zonas trabajan a 24 V, pero pueden encontrarse algunas marcas que trabajan las zonas a 12 V.
Cuando una zona es activada por un detector o un pulsador, toda la zona se activa y queda en alarma. Esta información se puede ver en la Central de Incendios, pero no se puede saber exactamente cuál detector o pulsador se activó.
Hay centrales convencionales que pueden etiquetar digitalmente las zonas pero que siguen siendo un sistema convencional porque la comunicación entre los accesorios (detectores pulsadores) se hace por el cambio del voltaje, y la central está diseñada para entender estos valores e informar con sirena o buzer que indican fallas en el sistema.
- Sistema direccionable o digital: Las más avanzadas son centrales diseñadas exclusivamente para el control de incendios y siguen normativas internacionales para su funcionamiento. Estas centrales tienen bucle (es decir, los cables salen de la central de incendios y regresan a la central de incendios; no tienen final de línea, como ocurre con el sistema convencional). En el mercado se encuentran centrales direccionables o digitales de 2, 4, 8 y expandibles de hasta 20 bucles o más, según el fabricante. Los bucles tienen mayor capacidad de puntos que las zonas en los sistemas convencionales. Un bucle puede tener entre 99 y 250 puntos, en función del fabricante. Generalmente, los bucles utilizan cable de 1,5 mm o 2,5 mm a 24 V, con los que pueden extender el cable 700 o 1200 m, según el tipo de cable escogido.

## Diferencia entre el sistema direccionable y el convencional
Aunque los bucles tienen una mayor capacidad de puntos, también tienen mayor control sobre cada punto (detector, pulsador, módulo o sirena). Esta es la gran diferencia entre el sistema convencional y el direccionable. El sistema direccionable o digital se comunica con cada punto a través de un sistema binario. En caso de activación, la central sabe exactamente cuál es el punto (detector, pulsador, módulo o sirena) que se ha activado. Los detectores, pulsadores, módulos y sirenas tienen un número de programación único que los diferencia de los demás elementos.[cita requerida]

## Sistemas en red
- Software. Los sistemas direccionables se pueden programar con ayuda de un software que facilita la configuración del sistema y permiten monitorear en tiempo real cada punto del sistema de manera gráfica con ayuda de los planos. Algunas centrales convencionales tienen software pero no tienen número de programación para cada elemento, y su comunicación no es binaria. Tampoco pueden hacer monitoreo en tiempo real de cada punto del sistema. Estos sistemas son convencionales, únicamente.

- Redes. Con los sistemas direccionables o digitales se puede monitorear el software en tiempo real por medio de un convertidor RS 232/ RS 485 y un cable de 1,5 mm con un ordenador a más de 1000 m del lugar donde se encuentra ubicada la central.

- IP. Por medio de un módulo IP, una central direccionable se puede conectar a través de la red de intranet de la empresa y a través de Internet para hacer monitoreos remotos. En edificaciones diferentes o en una ciudad distinta en donde se encuentra ubicada la central. Este monitoreo es limitado por seguridad del sistema de detección de incendios. Es un sistema de monitoreo, pero para operar las principales funciones debe hacerse en la central.[cita requerida]

## Centrales de incendio de extinción
Son centrales de incendio diseñadas para realizar extinción automática. Trabajan con relés cruzados que se activan únicamente cuando la zona A y zona B activan detectores. Si se activa únicamente la zona A o únicamente la zona B pero no ambas, entonces únicamente se activarán las sirenas pero no se activará la extinción. Los agentes que se utilizan para extinciones son:
- CO2
- agentes inertes
- agentes limpios

## Normativa europea
Para que una central de incendios pueda comercializarse e instalarse en los países de la Unión Europea (UE), es necesario que esté certificada por un organismo especializado . Cada país de la UE tiene un organismo de certificación.
La normativa contra incendios que es obligatoria en la UE es la norma EN 54 Sistemas de Alarma y detección de Incendios.
Una central de detección de incendios debe contar con las certificaciones EN 54-2 y EN 54-4. Son obligatorias para la comercialización de centrales de incendio en la UE. Además, es ampliamente reconocida en muchas regiones y países de América Latina.
Para centrales de incendio con extinción, se requieren certificaciones adicionales.
La norma EN 12094-1 certifica las centrales de extinción, que deben cumplir también con la EN 54-2 y la EN 54-4.